# Resolució 1471 del Consell de Seguretat de les Nacions Unides
La Resolució 1471 del Consell de Seguretat de les Nacions Unides fou adoptada per unanimitat el 28 de març de 2003. Després de reafirmar totes les resolucions sobre la situació a Afganistan, el Consell va ampliar el mandat de la Missió d'Assistència de les Nacions Unides a l'Afganistan (UNAMA) per un període addicional de dotze mesos fins al 28 de març de 2004.
El Consell de Seguretat va reafirmar el seu compromís amb la sobirania, la integritat territorial, la independència i la unitat de l'Afganistan i va reconèixer a l'Administració Transitòria Afganesa com a govern legítim fins a les eleccions previstes de 2004. També va aprovar l'acord de la "Declaració de Kabul sobre les bones relacions de veïns" (com en la Resolució 1453), i va destacar el paper central de les Nacions Unides per ajudar al poble afganès a reconstruir el seu país.
La resolució va aprovar l'establiment d'una unitat electoral dins de la UNAMA. Si es va subratllar encara més que la provisió de recuperació i reconstrucció a través de l'Administració de Transició podria contribuir a l'aplicació de l'acord de Bonn, i va donar suport al Representant Especial del Secretari General per Afganistan, Lakhdar Brahimi. Es va demanar a la UNAMA que proporcionés assistència a la Comissió Afganesa Independent de Drets Humans i es va instar a totes les parts afganeses a cooperar amb la missió en l'aplicació del seu mandat i assegurar la seguretat del personal. També s'ha requerit a la Força Internacional d'Assistència i de Seguretat (ISAF) per cooperar amb Brahimi i el Secretari General durant la implementació del seu mandat d'acord amb la Resolució 1444 (2002).
Finalment, el secretari general Kofi Annan va rebre instruccions per informar cada quatre mesos sobre l'aplicació de la resolució actual.